# Hintata
Os Hintata ou Hin Tata foram uma confederação berbere pertencente ao grupo tribal Masmuda do Alto Atlas, Marrocos, conhecidos historicamente pelo seu poder político na região de Marraquexe entre os séculos XII e XVI. Tendo ajudado os Almóadas a chegar ao poder, os Hintata estiveram sempre muito próximos dos califas almóadas e durante o período merínida (séculos XIII–XV), controlaram a região de Marraquexe desde o Jbel Hintata, no Alto Atlas, chegando a reinar de forma independente no século XV e início do século XVI.
A confederação era composta por nove clãs (butūn), entre eles o dos Gaygāya e o dos Wuzkīta. A Dinastia Haféssida de Tunes era descendente dos Hintatas.

## História
Pensa-se que os Hintata sejam originários do território dos clãs Gaygāya e Wuzkīta, situado a sul de de Marraquexe. O fundador da confederação Hintata foi Yintī (na "língua dos Maṣāmida") ou Hintāt (transcrição em árabe). As primeiras menções históricas aos Hintata datam do início do século XII: a partir de 1123, os seus principais xeques (Wānūdīn b. Yansilt, Namīr b. Dāwūd, Abū Māgalīfa e Faska U-Mzal ([ou Fesga Oumzal]) apoiaram o Mádi ibne Tumarte, fundador do movimento religioso dos almóadas. O xeque Faska notabilizou-se nos conflitos vitoriosos dos Almóadas sobre os Almorávidas, sob o nome que entretanto adotou, de um sahaba (companheiro de Maomé) — Abu Hafes Omar ibne Iáia.  Abu Hafes ocupou postos importantes no governo do novo Califado Almóada e foi o colaborador mais próximo do califa Abde Almumine; manteve uma elevada posição no regime almóada até ter morrido em 1181.
O filho de Abu Hafes, Maomé ibne Abu Hafes foi nomeado governador de Ifríquia (grosso modo a atual Tunísia) pelo califa almóada Maomé Anácer (r. 1198–1213) e deu origem à Dinastia Haféssida, que reinou na Ifríquia entre a primeira metade do século XIII e 1574.
Os Hintata formaram uma unidade militar de elite no exército almóada, que participou na expansão almóada o Norte de África e no Alandalus (Península Ibérica). Há menções da participação dos Hintanta em algumas campanhas almóadas em terras ibéricas, como a de 1184 comandada pelo califa Abu Iacube Iúçufe I (r. 1163–1184), que acabaria por morrer em Évora devido aos ferimentos sofridos numa batalha em Santarém frente Fernando II de Leão. Os conflitos dinásticos entre os pretendentes almóadas desde a primeira metade do século XIII tiveram a participação dos Hintata, tanto no Magrebe como na Península Ibérica. Um neto de Abu Hafes, ibne Axaide, apoiou Aladil no Magrebe, que se rebelou contra Abde Aluaide Almaclu em Múrcia; Aladil tomou Marraquexe em 1224. Após Aladil ter sido assassinado em 1227, ibne Alxaide propôs para califa Iáia Almotácime, filho de Maomé Anácer, quebrando o acordo anterior com o outro pretendente, Idris Almamune. Quando Almamune tomou Marraquexe em 1229, mandou executar uma centena de xeques e das sua famílias, em particular os Hintata e os de Tinmel, como represália pelo apoio ao rival.
Depois da queda dos almóadas, os Hintata continuaram deter muito poder, já que uma das suas família, os Aulade Ianus, aparentemente descendentes do xeque Abu Hafes Omar, estava encarregada de serviços políticos e fiscais pelos Merínidas. Após ter sido derrotado na guerra civil com o seu filho Abu Inane Faris em 1350, o sultão merínida Alboácem Ali ibne Otomão obteve refugiou-se junto do xeque hintata Amir ibne Maomé ibne Ali. O sultão destronado morreu no Jebel Hintata no ano seguinte. Após a morte de Abu Inane em 1358, o reino merínida foi dividido entre vários dos seus filhos. O sul do Magrebe ficou nas mãos de Maomé Almutâmide, que se instalou em Marraquexe, apoiado e aconselhado pelo xeque Amir. Em 1360, este foi visitado na "montanha dos Hintata" (Jebel Hintata) por ibne Alcatibe, o célebre vizir e escritor granadino, que fez uma descrição elogiosa do xeque Hintata e das suas gentes «apoiantes da `da'wa´ (almóadas) e amigos íntimos da dinastia dos Merínidas».
Posteriormente, em recompensa pela sua participação nas intrigas dinásticas dos Merínidas, o xeque Amir foi oficialmente reconhecido como «governador de toda a parte do Magrebe para lá do Umm Rabi» pelo poderoso vizir Iabani, um título que manteve até 1362. Além disso, foi também confiada a guarda do príncipe merínida Abu Alfadle, formalmente governador Marraquexe. Estes acontecimentos marcaram o início de um período de preponderância dos Hintatas no sul de Marrocos sob a égide dos Merínidas. Os Hintata eram liderados pelo clã dos Aulade Iunus que, juntamente com outros clãs locais «governavam na montanha por conta do sultão enquanto esperavam ser independentes» O xeque Amir acabou por se rebelar contra os Merínidas, que o prenderam e depois executaram em 1370. Contudo, a sua família logrou manter a chefia da tribo, que continuou a ser cada vez mais independente do poder central, que declinava gradualmente.
Tirando partido da decadência dos Merínidas, os Hintata tomaram o controlo de Marraquexe. Contudo, em parte devido aos confrontos com os portugueses, no início do século XVI o território controlado pelos Hintata estava reduzido aquela cidade e aos seus arredores. Os portugueses atacaram Marraquexe em 1515, mas o apoio dos Saadianos permitiu que os Hintata mantivessem o controlo da cidade durante mais dez anos. Em 1525 a cidade foi ocupada pelos Saadianos, que executaram o último emir Hintata, Maomé ibne Anácer ibne Santufe, cuja família foi enviada para Tarudante. Não há menções aos Hintata posteriores a isso nas fontes históricas magrebinas nem indícios de que a sua confederação tivesse continuada a existir.
Atualmente o nome Hintata não é usado em Marrocos para designar qualquer grupo étnico, embora alguns dos seus clãs (butūn) sejam bastante conhecidos, como o é o caso dos Gaygaya, que adquiriram a qualidade de tribo (cabila). Na Tunísia, especialmente na na cidade de Sfax, há algumas famílias (usra) que reclamam ser Hintata.